# Unterseeboot 778
L'Unterseeboot 778 ou U-778 est un sous-marin allemand (U-Boot) de type VIIC utilisé par la Kriegsmarine pendant la Seconde Guerre mondiale.
Le sous-marin est commandé le 20 janvier 1941 à Wilhelmshaven (Kriegsmarinewerft), sa quille posée le 3 juillet 1943, il est lancé le 6 mai 1944 et mis en service le 7 juillet 1944, sous le commandement de l'Oberleutnant zur See Ralf Jürs.
L'U-778 n'endommage ni ne coule aucun navire au cours de l'unique patrouille (de 28 jours en mer) qu'il effectue.
Il capitule à Bergen en mai 1945 et coule en décembre 1945.

## Conception
Unterseeboot type VII, l'U-778 avait un déplacement de 769 tonnes en surface et 871 tonnes en plongée. Il avait une longueur totale de 67,10 m, un maître-bau de 6,20 m, une hauteur de 9,60 m et un tirant d'eau de 4,74 m. Le sous-marin était propulsé par deux hélices de 1,23 m, deux moteurs diesel Germaniawerft M6V 40/46 de 6 cylindres en ligne de 1 400 cv à 470 tr/min, produisant un total de 2 060 à 2 350 kW en surface et de deux moteurs électriques Brown, Boveri & Cie GG UB 720/8 de 375 cv à 295 tr/min, produisant un total 550 kW, en plongée. Le sous-marin avait une vitesse en surface de 17,7 nœuds (32,8 km/h) et une vitesse de 7,6 nœuds (14,1 km/h) en plongée. Immergé, il avait un rayon d'action de 80 milles marins (150 km) à 4 nœuds (7,4 km/h; 4,6 milles par heure) et pouvait atteindre une profondeur de 230 m. En surface son rayon d'action était de 8 500 milles nautiques (soit 15 700 km) à 10 nœuds (19 km/h).
 L'U-778 était équipé de cinq tubes lance-torpilles de 53,3 cm (quatre montés à l'avant et un à l'arrière) qui contenait quatorze torpilles. Il était équipé d'un canon de 8,8 cm SK C/35 (220 coups) et d'un canon antiaérien de 20 mm Flak. Il pouvait transporter 26 mines TMA ou 39 mines TMB. Son équipage comprenait 4 officiers et 40 à 56 sous-mariniers.

## Historique
Il entre en phase d'entraînement à la 31. Unterseebootsflottille jusqu'au 28 février 1945, puis il rejoint son unité de combat dans la 11. Unterseebootsflottille. 
Le 24 février 1945, l'U-778 effectue un court trajet de cinq jours entre Kiel et Horten.
 Sa première patrouille commence le 4 mars 1945 au départ d'Horten. L'U-778 opère près du Moray Firth et vers l'est le long des côtes d'Écosse jusqu'à Peterhead, il ne rencontre aucun succès. Après vingt-trois jours de mer, il rejoint son port d'attache de Bergen qu'il atteint le 26 mars 1945.
Le 9 mai 1945, l'U-778 se rend aux alliés à Bergen et le 31 mai, le sous-marin est convoyé vers le Loch Ryan en vue de l'opération Deadlight, opération Alliée pour la destruction de la flotte de U-Boote de la Kriegsmarine.
L'U-778 coule le 4 décembre 1945 pendant son remorquage par la corvette HMS Cubitt (en), à six milles nautiques au nord-est de Malin Head.
L'épave se trouve à soixante-dix mètres de profondeur, à la position géographique 55° 32′ N, 7° 07′ O.

## Projet de renflouage
L'épave est découverte par l'archéologue sous-marin Innes McCartney en 2001. En 2007, le conseil de la cité de Derry élabore des plans pour renflouer l'épave en vue de l'exposer dans le nouveau musée maritime de la ville.
De nombreux U-Boote de l'opération de destruction massive Deadlight ont été utilisés comme cibles, coulées par des coups de feu, par des torpilles, par des roquettes ou encore, par des bombes. L'U-778 en revanche, a coulé pendant son remorquage, laissant son épave remarquablement intacte. Elle repose dans des eaux peu profondes.
Le 3 octobre 2007, le plongeur irlandais Michael Hanrahan meurt pendant le tournage d'un reportage concernant l'épave, dans le cadre du projet de renflouage.
En novembre 2009, le porte-parole du conseil du musée annonce que le projet de sauvetage est annulé en raison de son coût.

## Affectations
- 31. Unterseebootsflottille du 7 juillet 1944 au 28 février 1945 (Période de formation).
- 11. Unterseebootsflottille du 1er mars 1945 au 8 mai 1945 (Unité combattante).

## Commandement
- Kapitänleutnant Ralf Jürs du 7 juillet 1944 au 9 mai 1945.

## Patrouilles
|       | Commandant       | Départ          | Départ | Arrivée         | Arrivée | Jours    | Succès |
| ----- | ---------------- | --------------- | ------ | --------------- | ------- | -------- | ------ |
|       | Oblt. Ralf Jürs  | 24 février 1945 | Kiel   | 28 février 1945 | Horten  | 5 jours  |        |
| 1     | Kptlt. Ralf Jürs | 4 mars 1945     | Horten | 26 mars 1945    | Bergen  | 23 jours |        |
| Total | Total            | Total           | Total  | Total           | Total   | 28 jours | 0 t    |

Note : Oblt. = Oberleutnant zur See - Kptlt. = Kapitänleutnant